# HMS C11
Pour les articles homonymes, voir C11.
Le HMS C11 était l’un des 38 sous-marins britanniques de classe C, construit pour la Royal Navy au cours de la première décennie du XXe siècle. Le bateau a été perdu après avoir été percuté en 1909.

## Conception
La classe C était essentiellement une répétition de la classe B précédente, mais avec de meilleures performances sous l’eau. Le sous-marin avait une longueur totale de 43,4 m, un maître-bau de 4,1 m et un tirant d'eau moyen de 3,5 m. Leur déplacement était de 292 tonnes en surface et 321 tonnes en immersion. Les sous-marins de classe C avaient un équipage de deux officiers et quatorze matelots.
Pour la navigation en surface, ces navires étaient propulsés par un unique moteur à essence Vickers à 16 cylindres de 600 chevaux-vapeur (447 kW) qui entraînait un arbre d'hélice. En immersion, l’hélice était entraînée par un moteur électrique de 300 chevaux (224 kW). Ces navires pouvaient atteindre 12 nœuds (22 km/h) en surface et 7 nœuds (13 km/h) sous l’eau. En surface, la classe C avait un rayon d'action de 910 milles marins (1690 km) à 12 nœuds (22 km/h).
Les navires étaient armés de deux tubes lance-torpilles de 18 pouces (457 mm) à l’avant. Ils pouvaient transporter une paire de torpilles de rechargement, mais en général, ils ne le faisaient pas, car en compensation ils devaient abandonner un poids égal de carburant.

## Engagements
Le HMS C11 a été construit par Vickers à leur chantier naval de Barrow-in-Furness. Sa quille fut posée le 6 avril 1906 et il fut mis en service le 3 septembre 1907. 
Le 14 juillet 1909, le bateau est coulé dans une collision avec le charbonnier Eddystone dans la mer du Nord au sud de Cromer, comté de Norfolk. Il n’y a eu que trois survivants. On a tenté de sauver le sous-marin naufragé, mais il a été abandonné en septembre 1909, après qu’un seul corps ait été repêché. L’épave a été redécouverte à la fin des années 1990, elle est un spot de plongée populaire. Elle gît à 22 mètres de profondeur, bien ensablée. Toutefois sa coque en forme de cigare est bien reconnaissable, et l'hélice et le gouvernail sont encore à leur place.